# Kristelig Forening for Unge Menn-Kameratene Oslo Futsal 2011-2012
Questa voce raccoglie le informazioni riguardanti il Kristelig Forening for Unge Menn-Kameratene Oslo Futsal nelle competizioni ufficiali della stagione 2011-2012.

## Stagione
Il KFUM Oslo ha chiuso la stagione al 2º posto finale, migliorato il 5º posto dell'annata precedente.

## Rosa
| N° | Naz.                | Ruolo | Sportivo            | Anno     |  |  |
| -- | ------------------- | ----- | ------------------- | -------- |  |  |
|    | Norvegia (bandiera) | POR   | Sebastian Harung    | 06.01.82 |  |  |
|    | Norvegia (bandiera) | DIF   | Tresor Egholm       | 03.09.82 |  |  |
|    | Norvegia (bandiera) | DIF   | Thomas Sæther       | 25.09.84 |  |  |
|    | Norvegia (bandiera) | LAT   | Jonas Edvardsen     | 09.12.88 |  |  |
|    | Norvegia (bandiera) | UNI   | Christoffer Dahl    | 08.01.84 |  |  |
|    | Norvegia (bandiera) | UNI   | Erlend Skaga        | 14.01.89 |  |  |
|    | Norvegia (bandiera) | UNI   | Morten Wermåker     | 21.01.90 |  |  |
|    | Norvegia (bandiera) | PIV   | Sindre Ek           | 29.03.90 |  |  |
|    | Norvegia (bandiera) | PIV   | Abdurahim Laajab    | 21.05.85 |  |  |
|    | Norvegia (bandiera) | PIV   | Stian Sortevik      | 17.07.88 |  |  |
|    | Norvegia (bandiera) | PIV   | Cato Valøy          | 28.04.87 |  |  |
|    | Norvegia (bandiera) |       | Marius Brevik       |          |  |  |
|    | Norvegia (bandiera) |       | Lars Johnsen        |          |  |  |
|    | Norvegia (bandiera) |       | Markus Norheim Cham |          |  |  |
|    | Norvegia (bandiera) |       | Matias Unsvåg       |          |  |  |

## Risultati

### Eliteserie

#### Girone di andata
| Oslo 2 dicembre 2011, ore 18:30 1ª giornata | KFUM Oslo | 5 – 3 referto | Høllen | Ekeberg Idrettshall A\| Arbitro: \| Sjelle \| |
| Arbitro:                                    | Sjelle    |               |        |                                               |

| Oslo 3 dicembre 2011, ore 17:00 2ª giornata | KFUM Oslo | 4 – 1 referto | Vegakameratene | KFUM-Hallen\| Arbitro: \| Hussain \| |
| Arbitro:                                    | Hussain   |               |                |                                      |

| Oslo 4 dicembre 2011, ore 14:30 3ª giornata | KFUM Oslo | 5 – 2 referto | Nidaros | KFUM-Hallen\| Arbitro: \| Iversen \| |
| Arbitro:                                    | Iversen   |               |         |                                      |

| Oslo 5 febbraio 2012, ore 18:00 4ª giornata | Holmlia      | 12 – 12 referto | KFUM Oslo | Holmlia Idrettshall\| Arbitro: \| Rafiq (Oslo) \| |
| Arbitro:                                    | Rafiq (Oslo) |                 |           |                                                   |

| Kristiansand 15 gennaio 2012, ore 10:15 5ª giornata | Vadmyra | 5 – 4 referto | KFUM Oslo | Gimlehallen\| Arbitro: \| Hanssen \| |
| Arbitro:                                            | Hanssen |               |           |                                      |

| Oslo 11 dicembre 2011, ore 14:15 6ª giornata | KFUM Oslo | 3 – 3 referto | Solør | KFUM-Hallen\| Arbitro: \| Hussain \| |
| Arbitro:                                     | Hussain   |               |       |                                      |

| Oslo 28 gennaio 2012, ore 14:45 7ª giornata | KFUM Oslo | 3 – 1 referto | Tiller | KFUM-Hallen\| Arbitro: \| Hussain \| |
| Arbitro:                                    | Hussain   |               |        |                                      |

| Oslo 10 dicembre 2011, ore 15:00 8ª giornata | KFUM Oslo | 7 – 5 referto | Horten | KFUM-Hallen\| Arbitro: \| Rønningen \| |
| Arbitro:                                     | Rønningen |               |        |                                        |

| Fyllingsdalen 29 gennaio 2012, ore 15:00 9ª giornata | Kongsvinger | 3 – 2 referto | KFUM Oslo | Framohallen A\| Arbitro: \| Iversen \| |
| Arbitro:                                             | Iversen     |               |           |                                        |

#### Girone di ritorno
| Stjørdal 18 febbraio 2012, ore 14:45 10ª giornata | Tiller  | 7 – 3 referto | KFUM Oslo | Stjørdalshallen A\| Arbitro: \| Ølmheim \| |
| Arbitro:                                          | Ølmheim |               |           |                                            |

| Stjørdal 22 gennaio 2012, ore 16:00 11ª giornata | Horten  | 7 – 5 referto | KFUM Oslo | Stjørdalshallen A\| Arbitro: \| Hanssen \| |
| Arbitro:                                         | Hanssen |               |           |                                            |

| Oslo 5 febbraio 2012, ore 13:00 12ª giornata | KFUM Oslo | 4 – 4 referto | Kongsvinger | KFUM-Hallen\| Arbitro: \| Hussain \| |
| Arbitro:                                     | Hussain   |               |             |                                      |

| Oslo 10 marzo 2012, ore 16:15 13ª giornata | KFUM Oslo | 6 – 4 referto | Holmlia | KFUM-Hallen\| Arbitro: \| Pedersen \| |
| Arbitro:                                   | Pedersen  |               |         |                                       |

| Oslo 11 marzo 2012, ore 12:00 14ª giornata | KFUM Oslo | 2 – 5 referto | Vadmyra | KFUM-Hallen\| Arbitro: \| Myklebust \| |
| Arbitro:                                   | Myklebust |               |         |                                        |

| Oslo 12 febbraio 2012, ore 14:00 15ª giornata | Solør   | 3 – 4 referto | KFUM Oslo | Veitvet Idrettshall\| Arbitro: \| Hanssen \| |
| Arbitro:                                      | Hanssen |               |           |                                              |

| Oslo 24 marzo 2012, ore 13:30 16ª giornata | Høllen  | 3 – 8 referto | KFUM Oslo | Ekeberg Idrettshall A\| Arbitro: \| Hanssen \| |
| Arbitro:                                   | Hanssen |               |           |                                                |

| Oslo 24 marzo 2012, ore 20:00 17ª giornata | Vegakameratene | 2 – 3 referto | KFUM Oslo | Ekeberg Idrettshall B\| Arbitro: \| Eidhammer \| |
| Arbitro:                                   | Eidhammer      |               |           |                                                  |

| Oslo 25 marzo 2012, ore 20:00 18ª giornata | Nidaros | 1 – 2 referto | KFUM Oslo | Ekeberg Idrettshall B\| Arbitro: \| Hussain \| |
| Arbitro:                                   | Hussain |               |           |                                                |